# Acquamarina (colore)
Acquamarina (aquamarine, aqua green o verde acqua) è un colore, la cui tonalità è una leggera tinta di celeste, che nel cerchio cromatico si trova fra il verde e il ciano. Prende il nome dall'omonimo minerale, una pietra preziosa che si trova principalmente nelle rocce granitiche. Il primo uso registrato di acquamarina come nome di colore in inglese fu nel 1598.